# Melksterpoort
De Melksterpoort (ook wel de Melksterspoort) is een voormalige stadspoort van de Nederlandse stad Deventer.

## Naam en legende
In de middeleeuwen staken de Deventer melkmeisjes dagelijks met een veerboot de IJssel over richting de Stadsweide (ook wel de Teughe). De melksters vertrokken vanuit de Melksterpoort, waaraan de poort zijn naam dankte. De legende gaat dat in 1331 de veerboot met 36 melkmeisjes aan boord omsloeg, waarbij alle melkmeisjes verdronken. In 1993 werd op de hoek van de Melksterstraat en de Polstraat een gevelbeeld van een melkmeisje geplaatst die naar deze gebeurtenis verwijst. Het beeld is gemaakt door Ela Venbroek-Franczyk.